# Att. (álbum)
Att. (abreviación de "atentamente") es el álbum de estudio de debut producido por Young Miko. Fue lanzado el 5 de abril de 2024, mediante The Wave Music Group y Capitol Music Group.